# Zonosaurus trilineatus
Zonosaurus trilineatus är en ödleart som beskrevs av den franske herpetologen Fernand Angel 1939. Zonosaurus trilineatus ingår i släktet Zonosaurus, och familjen sköldödlor. IUCN kategoriserar arten globalt som livskraftig. Inga underarter finns listade.

## Utbredning
Zonosaurus trilineatus förekommer endemiskt på Madagaskar, där den finns längst söderut på ön, väster om Onilahy-floden.